# Список дипломатических миссий Австралии

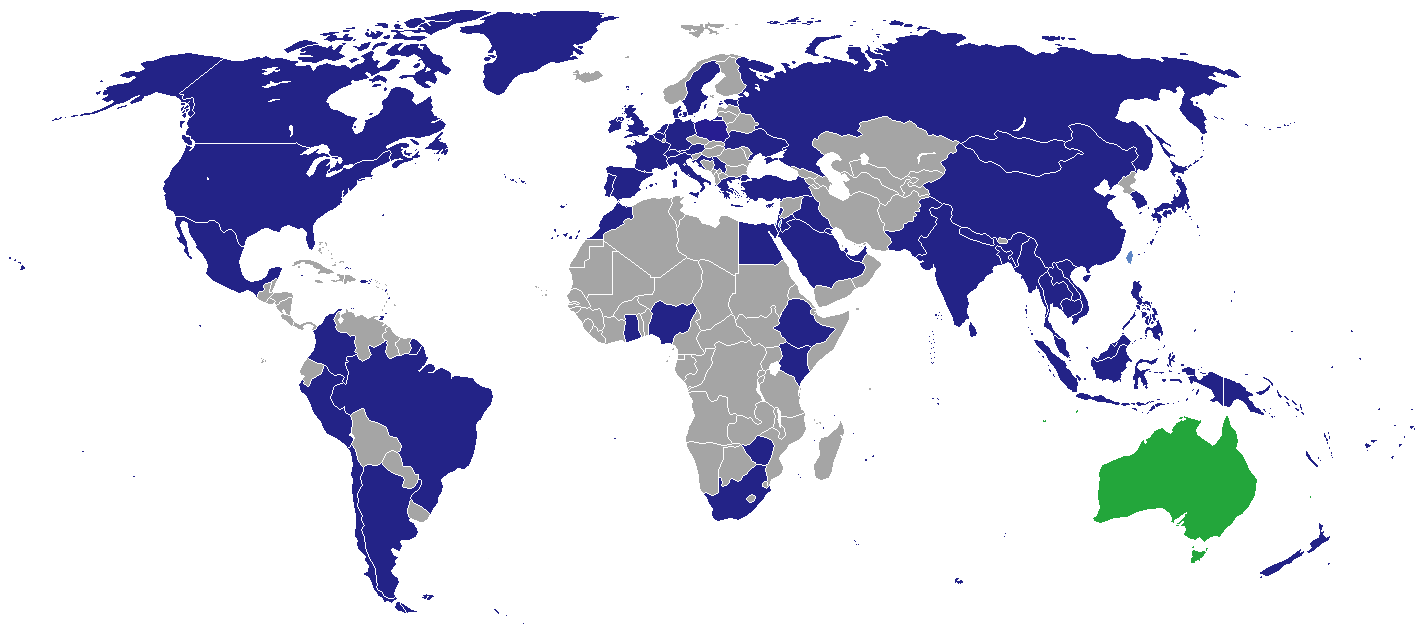

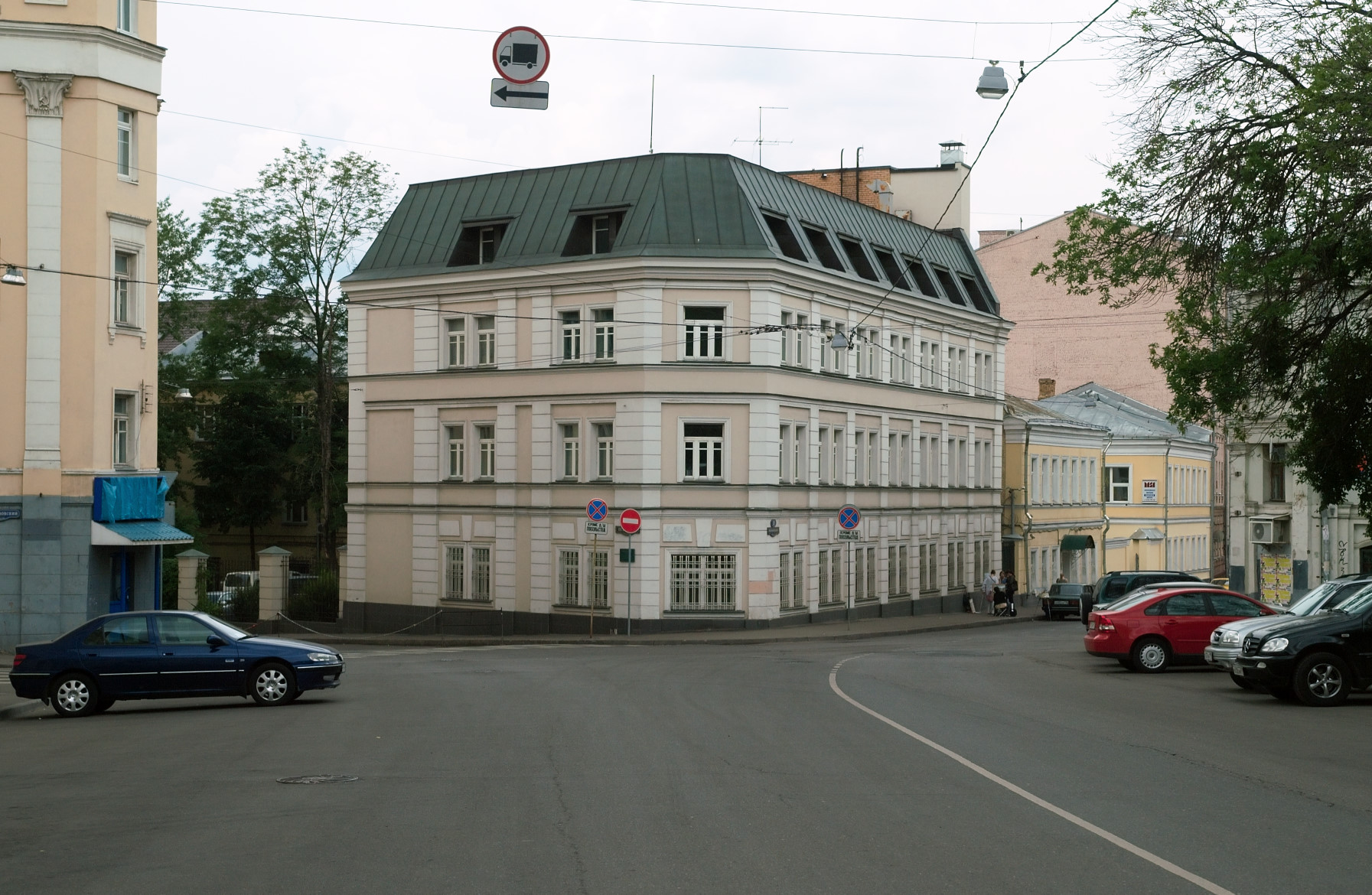
Посольство Австралии в Москве

Список дипломатических миссий Австралии — после получения Австралией прав доминиона в 1901 году длительное время её внешняя политика была тесно увязана с проводимой британским кабинетом политическим курсом. К 1939 году Австралия имела лишь два представительства за границей — в Лондоне (так называемый Австралийский дом) и в Вашингтоне, при британском посольстве. К 1940 году к ним прибавились миссии в Оттаве и в Токио, а за годы Второй мировой войны — также в Москве, в Чунцине и в Нумеа. В настоящее время Австралия имеет более 80 дипломатических представительств за рубежом. Австралия заключила особое соглашение с Канадой о взаимной защите интересов, на основании которого в 19 канадское представительство в городах, где отсутствуют австралийские миссии, представляют также интересы Австралии. Соответственно 12 австралийских представительств осуществляют подобную работу в пользу Канады там, где нет канадских миссий. В странах Британского содружества, в которое входит и Австралия, её посольствами руководит верховный комиссар в ранге посла.

## Европа
- Австрия, Вена (посольство)
- Бельгия, Брюссель (посольство)
- Хорватия, Загреб (посольство)
- Кипр, Никосия (высший комиссариат)
- Чехия, Прага (посольство)
- Дания, Копенгаген (посольство)
- Франция, Париж (посольство)
- Германия, Берлин (посольство)
  - Франкфурт-на-Майне (генеральное консульство)
- Греция, Афины (посольство)
- Венгрия, Будапешт (посольство)
- Ирландия, Дублин (посольство)
- Италия, Рим (посольство)
  - Милан (генеральное консульство)
- Ватикан (посольство)
- Мальта, Валлетта (высший комиссариат)
- Нидерланды, Гаага (посольство)
- Польша, Варшава (посольство)
- Португалия, Лиссабон (посольство)
- Россия, Москва (посольство)
- Сербия, Белград (посольство)
- Испания, Мадрид (посольство)
- Швеция, Стокгольм (посольство)
- Швейцария, Женева (генеральное консульство)
- Великобритания, Лондон (высший комиссариат)

## Северная Америка
- Канада, Оттава (высший комиссариат)
  - Торонто (генеральное консульство)
  - Ванкувер (консульство)
- Мексика, Мехико (посольство)
- Тринидад и Тобаго, Порт-оф-Спейн (высший комиссариат)
- США, Вашингтон (посольство)
  - Гонолулу (генеральное консульство)
  - Атланта (генеральное консульство)
  - Лос-Анджелес (генеральное консульство)
  - Нью-Йорк (генеральное консульство)
  - Сан-Франциско (генеральное консульство)
  - Чикаго (генеральное консульство)

## Южная Америка
- Аргентина, Буэнос-Айрес (посольство)
- Бразилия, Бразилиа (посольство)
  - Сан-Паулу (генеральное консульство)
- Чили, Сантьяго (посольство)
- Перу, Лима (посольство)

## Африка
- Египет, Каир (посольство)
- Эфиопия, Аддис-Абеба (посольство)
- Гана, Аккра (высший комиссариат)
- Кения, Найроби (высший комиссариат)
- Ливия, Триполи (генеральное консульство)
- Маврикий, Порт-Луи (высший комиссариат)
- Нигерия, Абуджа(высший комиссариат)
- ЮАР, Претория (высший комиссариат)
- Зимбабве, Хараре (посольство)

## Азия
- Афганистан, Кабул (посольство)
- Бангладеш, Дакка (посольство)
- Бруней, Бандар-Сери-Бегаван (посольство)
- Мьянма, Янгон (посольство)
- Камбоджа, Пном-Пень (посольство)
- Китай, Пекин (Embassy)
  - Гуанчжоу (генеральное консульство)
  - Гонконг (генеральное консульство)
  - Шанхай (генеральное консульство)
- Индия, Нью-Дели (высший комиссариат)
  - Ченнай (генеральное консульство)
  - Мумбай (генеральное консульство)
- Индонезия, Джакарта (Embassy)
  - Денпасар (генеральное консульство)
- Иран, Тегеран (посольство)
- Ирак, Багдад (посольство)
- Израиль, Тель-Авив (посольство)
- Япония, Токио (посольство)
  - Осака (генеральное консульство)
  - Фукуока (генеральное консульство)
  - Нагоя (Consulate-General)
  - Саппоро (генеральное консульство)
- Иордания, Амман (посольство)
- Южная Корея, Сеул (посольство)
- Кувейт, Эль-Кувейт (посольство)
- Лаос, Вьентьян (посольство)
- Ливан, Бейрут (посольство)
- Малайзия, Куала-Лумпур (высший комиссариат)
- Непал, Катманду (посольство)
- Государство Палестина, Рамаллах (представительство)
- Пакистан, Исламабад (высший комиссариат)
- Филиппины, Манила (посольство)
- Катар, Доха (посольство)
- Саудовская Аравия, Эр-Рияд (посольство)
- Сингапур (высший комиссариат)
- Шри-Ланка, Коломбо (высший комиссариат)
- Тайвань, Тайбэй (торговое и промышленное представительство)
- Таиланд, Бангкок (посольство)
- Восточный Тимор, Дили (посольство)
- Турция, Анкара (посольство)
  - Стамбул (генеральное консульство)
  - Чанаккале (консульство)
- ОАЭ, Абу-Даби (посольство)
  - Дубай (генеральное консульство)
- Вьетнам, Ханой (посольство)
  - Сайгон (генеральное консульство)

## Океания
- Науру, Мененг (высший комиссариат)
- Кирибати, Тарава (высший комиссариат)
- Фиджи, Сува (высший комиссариат)
- Микронезия, Понпеи (посольство)
- Новая Зеландия, Веллингтон (высший комиссариат)
  - Окленд (генеральное консульство)
- Папуа-Новая Гвинея, Порт-Морсби (высший комиссариат)
- Вануату, Порт-Вила (высший комиссариат)
- Новая Каледония, Нумеа (генеральное консульство)
- Самоа, Апиа (высший комиссариат)
- Тонга, Нукуалофа (высший комиссариат)
- Соломоновы острова, Хониара (высший комиссариат)

## Международные организации
- ООН
  - Нью-Йорк (постоянная миссия при ООН)
  - Женева (постоянная миссия при ООН)
  - Вена (постоянная миссия при учреждениях ООН)
- Брюссель (постоянная миссия при ЕС)
- Женева (постоянная миссия при ВТО)
- Париж (постоянная миссия при ЮНЕСКО)
- Гаага (постоянная миссия при Организации по запрещению химического оружия)